# 武汉宗教
武汉市现有佛教、道教、伊斯兰教、天主教和基督新教。武汉解放前有过印度教，后已不存。佛教传入武汉最早，已有1500多年历史，道教、伊斯兰教传入武汉分别已达1000多年和600多年。天主教传入武汉已达300多年，基督新教传入最迟也有100多年。原有东正教,也于1958年后不再独立存在。。据1998年统计, 全市现有信教群众112000人，占全市总人口的1.6%。1999年，全市有宗教活动场所278个，其中佛教有95个，道教96个，伊斯兰教3个，基督新教79个，天主教5个。

## 佛教

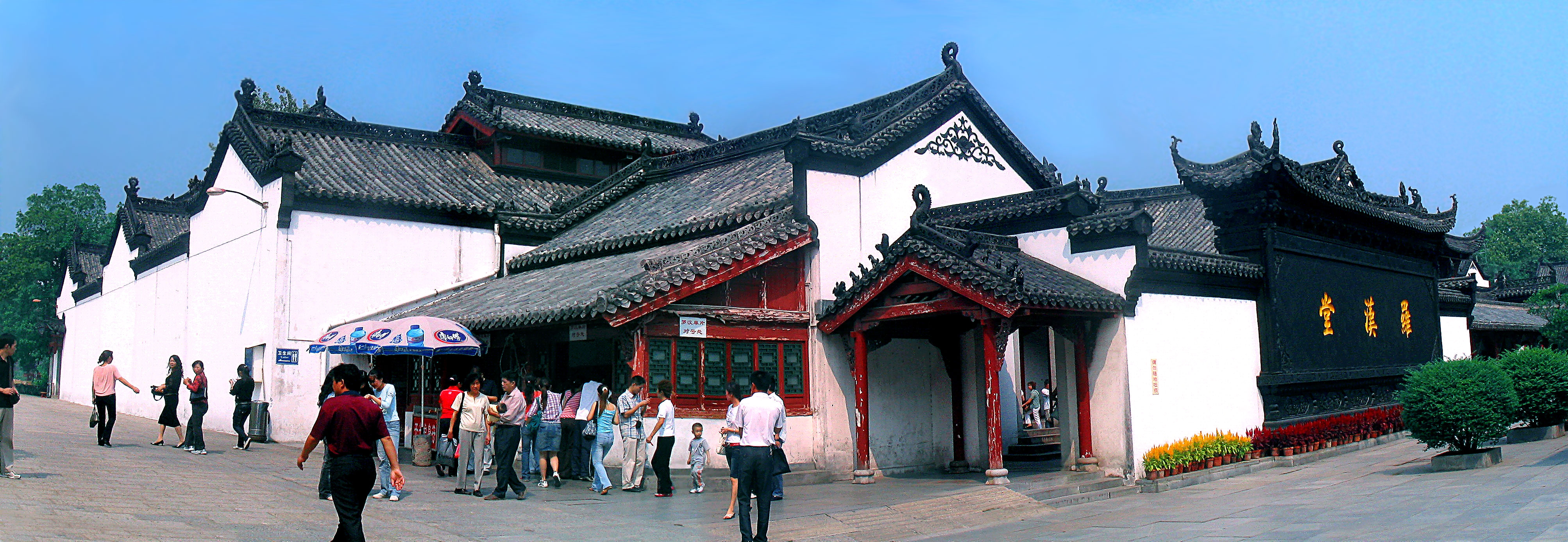
归元寺罗汉堂

- 归元寺  汉阳翠微路
- 宝通寺  武昌武珞路289号
- 莲溪寺  武昌莲溪寺村51号
- 龙华寺  武昌武珞路81号
- 古德寺  汉口上滑坡路27号
- 柏泉景德寺  东西湖区柏泉月塘角

## 道教

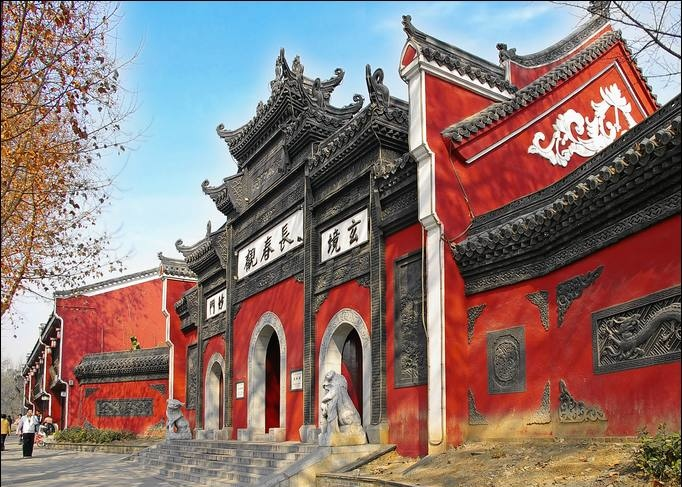
长春观

- 长春观，位于武珞路145号，是著名的道教龙门派道观，为纪念长春真人邱处机而建。

## 基督新教
武汉是中国内陆省份中基督教新教最早传入的地点，1861年，伦敦会传教士杨格非来到汉口，此后，陆续在武汉三镇建立了一批教堂，包括武昌戈甲营44号的崇真堂，和汉口江汉路的花楼总堂，后者在1930年代迁往模范区的云樵路（今黄石路），并定名为格非堂（今名荣光堂）。
1948年以前，除了伦敦会（后加入中华基督教会）以外，在武汉还有11个教派：圣公会、循道公会、真耶稣教会、宣道会、地方教会、瑞典行道会、基督复临安息日会、中华福音道路德会、中国基督教信义会、中国神召会、信心神召会。循道公会与伦敦会同样渊源于英国，总会设在汉正街的救世堂。

## 天主教
汉口、汉阳、武昌曾经是三个独立的教区，分别隶属于不同的传教修会。汉口总主教区为意大利方济各会，武昌教区为美国方济各会，汉阳教区为爱尔兰高隆庞传教会。
- 圣若瑟堂  汉口上海路16号(1958年在此举行天主教爱国教会首次自选自圣主教仪式)
- 圣家堂  武昌花园山2号
- 圣高隆庞堂  汉阳显正街

## 伊斯兰教
- 起义门清真寺  起义街67号
- 民权路清真寺  汉口民权路146号
- 江岸清真寺    江岸区二七街永和里83号
- 二七街清真寺